# 伊朗驻华大使馆
伊朗伊斯兰共和国驻中华人民共和国大使馆（波斯語：سفارت جمهوری اسلامی ایران در جمهوری خلق چین），简称伊朗驻华大使馆，是伊朗伊斯兰共和国在中华人民共和国的最高外交代表机构。馆址位于中国北京市朝阳区三里屯东六街13号。

## 历史沿革
1971年8月16日，伊朗与中华人民共和国建交。1972年，伊朗驻华大使馆在北京开馆。